# Betjänt

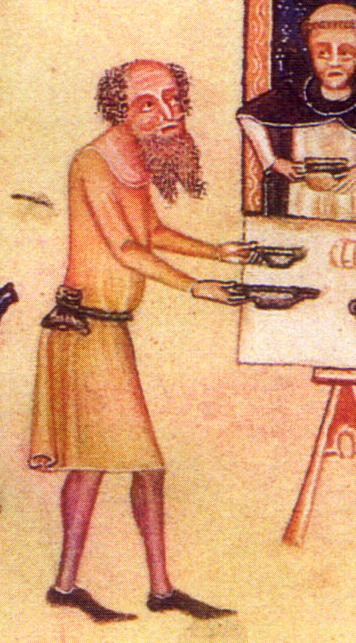
Betjänt, från ungefär 1330.

Pojkar tränas i hushållsarbete, Arizona, USA, cirka 1936.

En betjänt är en man eller pojke som är anställd att utföra husligt arbete i sin arbetsgivares hem; det är en ungefärlig manlig motsvarighet till hembiträde. En betjänt är ofta inneboende hos sin arbetsgivare.

## Historia
I vissa länder, till exempel Storbritannien, har manliga betjänter många gånger varit en förhållandevis vanlig form av hushållspersonal. I andra länder, till exempel Sverige, har manliga betjänter varit ovanliga och det har i stället oftast varit flickor och kvinnor som dominerat bland de husligt anställda, främst i form av pigor, hembiträden och barnflickor. Däremot förekom även manliga bonddrängar i det gamla Sverige, men deras arbete var förlagt till jordbruket och de brukade inte räknas som betjänter.
Den 16 juni 2011 antog ILO en internationell konvention om att hushållsanställda skall ges rätt till reglerade arbetsförhållanden och lön på det aktuella landets miniminivå.
Ordet betjänt användes i svenskan fram till och med 1800-talet för att beteckna det som i idag kallas tjänsteman. Det som i dag kallas betjänt benämndes före 1800-talet vanligen lakej.

### I Sverige
I Sverige var betjänter inte lika vanligt som i Storbritannien. Under 1700-talet var föregångaren till betjänten, lakejen, vanliga i adelns hushåll både på landet och i staden, och de var då en viktig del av adelns representationsliv. Vanan med lakejer försvann under 1800-talet. Inomhusbetjäningen bestod sedan ofta endast av kvinnor även i de rikaste hushållen. I förmögna hushåll på landet utfördes fysiskt krävande sysslor rent tillfälligt av män som tillhörde gårdsbetjäningen och som annars inte var sysselsatta inomhus.  Fram till andra hälften av 1800-talet var dock åtminstone en betjänt eller kusk (före 1800 kallad lakej) anställd i förmögna hushåll i städerna, för att fungera som kusk och utföra tyngre sysslor som krävde "muskelkraft".  Dessa anställdes ofta tillfälligt under familjens vistelse i staden under vintern och var ofta gardister och militärer till yrket.  De krav som ställdes på dem var att de var långa, starka och såg representativa ut och inte drack för mycket.  Betjänten var i svenska hushåll den enda inhomhustjänare som anställdes, avskedades och tog emot order av "mannen i familjen", medan de kvinnliga tjänarna var en angelägenhet för dennes hustru. Manliga inomhustjänare blev allt mer ovanliga i Sverige under andra hälften av 1800-talet.
1930 fanns exempelvis 55 manliga anställda i husligt arbete i Stockholm, vilket utgjorde totalt 0,2 % av hushållspersonalen i staden, och i Sverige var det oftast bara de allra rikaste familjerna som anställde sådana.

## Butler
En erfaren, och därmed oftast lite äldre, betjänt har ofta avancerat hos sin arbetsgivare och blivit en så kallad butler, med högre status. Butler är dock framför allt en term som rör Storbritannien. Den kanske mest kända skolan för butlers är Ivor Spencer School for Butlers.

## Barn
I länder med utbrett barnarbete, till exempel Brasilien och Indien, är det inte ovanligt att barn arbetar som betjänter, precis som inom så många andra husliga anställningsformer.

## Klädsel
Betjänter bär ofta uniform eller arbetskläder, som de tilldelas av sin arbetsgivare. För äldre betjänter kan det då röra sig om frack, medan unga betjäntpojkar brukar bära skjorta med slips eller fluga, och kostymbyxor, ibland med väst och/eller kavaj. Vissa arbetsgivare har insisterat på att betjänten bär dessa kläder hela tiden de vistas i arbetsgivarens bostad.

Vardagslivré för betjänten vid Hallwylska palatset, år 1898-1920 - Hallwylska museet
Galalivré för betjänten vid Hallwylska palatset, år 1898-1920 - Hallwylska museet
Detaljbild av galalivrén till vänster.
Arbetsrock för betjänt vid Hallwylska palatset - Hallwylska museet

### Fotnoter
1. ↑  ”Betjänt – yrke med framtidsutsikter i Sverige 1966?”. SR Minnen. 25 februari 1966. Arkiverad från originalet den 28 januari 2011. https://web.archive.org/web/20110128092531/http://sverigesradio.se/sida/artikel.aspx?programid=1602&artikel=1597896. Läst 11 augusti 2011.  ”Nämns tidigt i programmet”
2. ↑  ”Hembiträden erkänns genom ny konvention”. LO-TCO Biståndsnämnd. 17 juni 2011. Arkiverad från originalet den 24 november 2012. https://web.archive.org/web/20121124075750/http://www.lotcobistand.org/hembitraden-erkanns-genom-ny-konvention. Läst 15 augusti 2011.
3. ↑  Erdmann, Nils, Vid hovet och på adelsgodsen i 1700-talets Sverige: en tidskrönika, Wahlströms, Stockholm, 1926
4. 1 2 3 4 5  Rundquist, Angela, Blått blod och liljevita händer: en etnologisk studie av aristokratiska kvinnor 1850-1900, Carlsson, Diss. Stockholm : Univ.,Stockholm, 1989
5. ↑  Therese Nordlund Edvinsson och Johan Söderberg. ”Servants and Bourgeois Life in Urban Sweden in the Early 20th Century”. https://www.researchgate.net/publication/49797581_Servants_and_Bourgeois_Life_in_Urban_Sweden_in_the_Early_20th_Century. Läst 19 september 2012.